# Гигер, Рудольф
Рудольф (Руди) Гигер (нем. Rudolf Gyger; 16 апреля 1920, Базель — февраль 1996) — швейцарский футболист, игравший на позиции защитника, выступал за команды «Нордштерн», «Кантональ Невшатель» и «Серветт».
В составе сборной Швейцарии сыграл 24 матча — участник чемпионата мира 1950 года.

## Карьера
Гигер начинал футбольную карьеру в клубе «Нордштерн», а с 1942 года выступал за команду «Кантональ Невшатель». С 1952 по 1957 года играл за «Серветт». В 1955 году был участником первого розыгрыша Кубка европейских чемпионов, сыграв в обоих матчах против испанского «Реал Мадрида». В первом матче «Серветт» проиграл 0:2, а на выезде уступил со счётом 5:0.
В составе сборной Швейцарии дебютировал 8 апреля 1945 года в товарищеском матче против Франции. В июне 1950 года он отправился со сборной на чемпионат мира в Бразилию. На турнире Гигер был резервным игроком, поэтому не сыграл ни одного матча — его команда заняла только третье место в группе и не смогла выйти в финальную часть чемпионата.
За пять лет в сборной он сыграл 24 матча.